# Église Notre-Dame-de-Lorette de Roudouallec
Pour les articles homonymes, voir Église Notre-Dame-de-Lorette.
L'église Notre-Dame-de-Lorette est une église catholique située au bourg de Roudouallec, en France.

## Localisation
L'église est située dans le département français du Morbihan, sur la commune de Roudouallec.

## Historique
L'église paroissiale a été construite au XVIe siècle en remplacement d'un ancien édifice qui était au XIIe siècle une aumônerie des chevaliers de l'Ordre de Saint-Jean de Jérusalem.
L'église comprend une nef de quatre travées avec bas-côtés, un transept et un chœur à cinq pans.
Elle a été restaurée en 1729, toute la façade et la partie occidentale de l'édifice datent de cette époque. Elle est couverte d'une charpente à sablières et entraits sculptés.
Le clocher, édifié en 1772, est situé sur le pignon occidental. Il est surmonté de deux étages de lanternons.
L'église Notre-Dame-de-Lorette fait l’objet d’une inscription au titre des monuments historiques depuis le 16 octobre 1930. Elle possède un retable du XVIIIe siècle et des statues en bois polychrome des XVe siècle, XVIe siècle et XVIIe siècle. Malheureusement, trois d'entre elles (une autre de saint Nicodème datant du XVe siècle une statue de saint Corentin et une de Notre-Dame de Lorette datant toutes les deux du XVIe siècle) ont été volées en octobre 2014.
Un if (un if commun femelle) situé dans le placître de l'église paroissiale Notre-Dame-de-Lorette est haut de 13 mètres, sa circonférence est de 5,30 mètres (mesurée à 1,50 mètre de hauteur) ; il est creux et cette niche était probablement occupée par une statue (ou une tombe ?) par le passé.

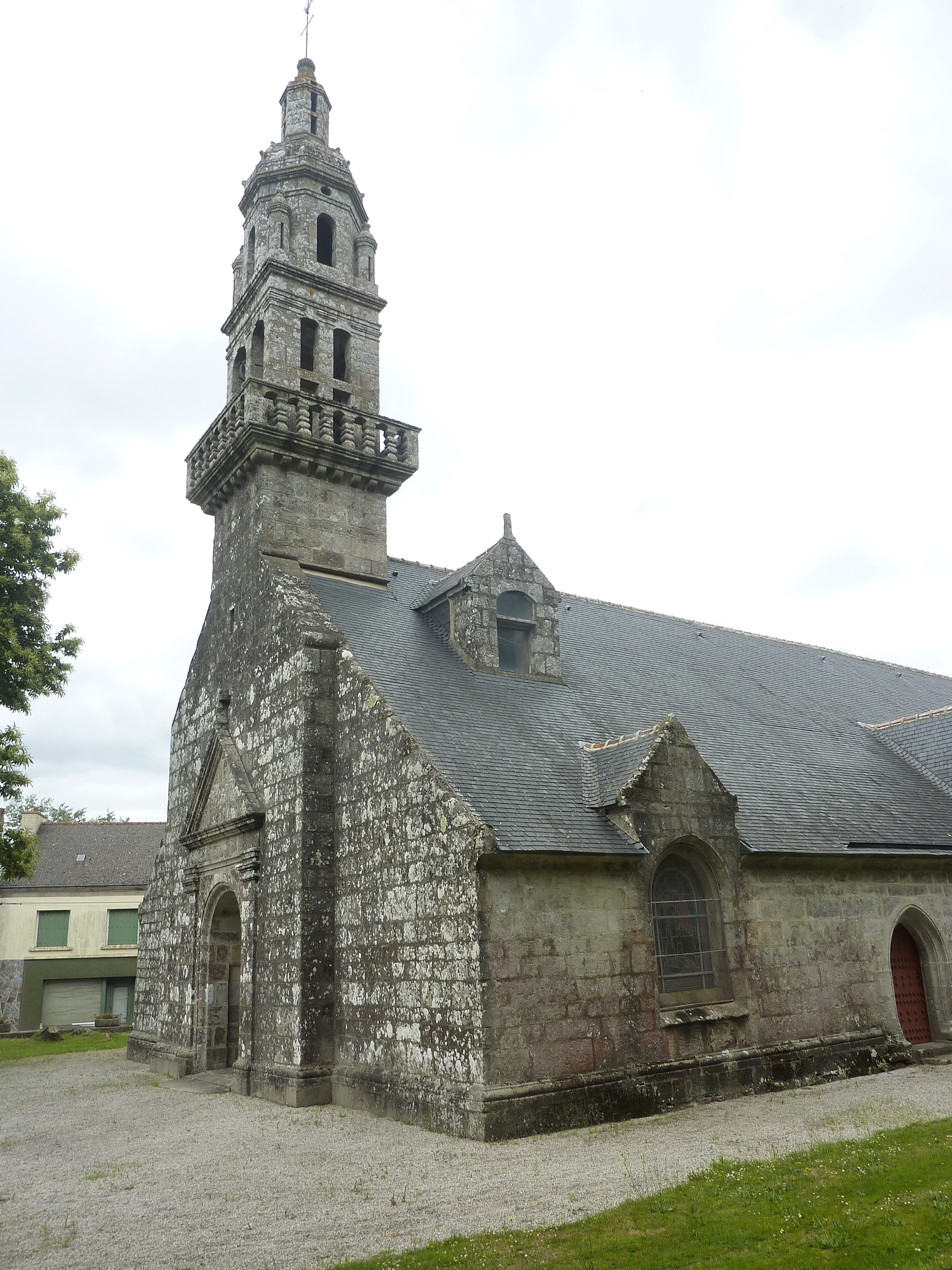
L'église paroissiale Notre-Dame-de-Lorette, clocher et façade
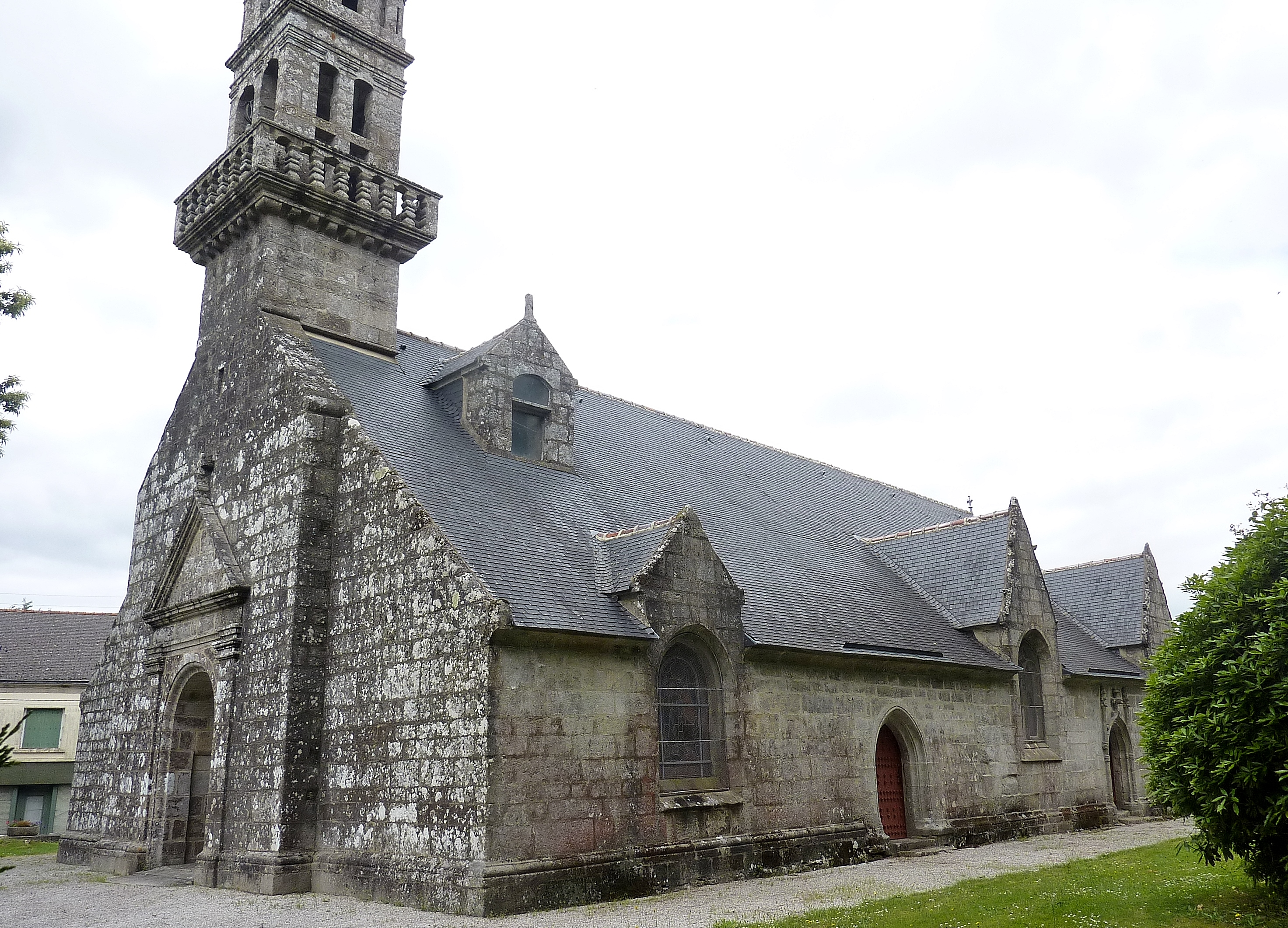
L'église paroissiale Notre-Dame-de-Lorette, flanc sud
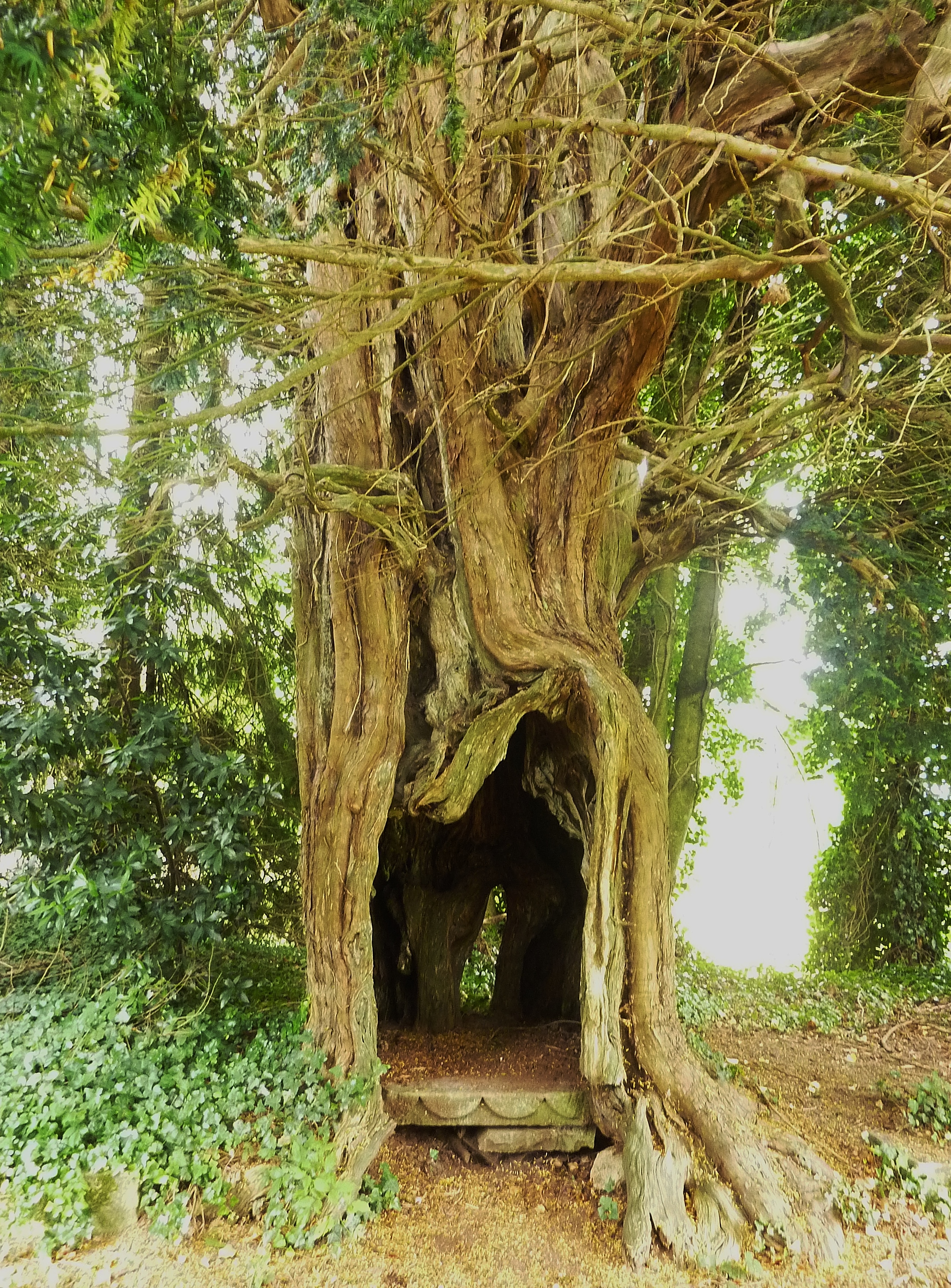
L'if au tronc creux du placître de l'église paroissiale Notre-Dame-de-Lorette